# Пламя страсти
Пламя страсти (англ. Firelight) — художественный фильм производства США. Снят в 1997 г. Совместное производство студий Carnival Films, Wind Dancer и Hollywood Pictures.

## Сюжет
Действие фильма происходит в 1839 г. 22-летняя Элизабет хочет помочь отцу расплатиться со всеми долгами, для чего приезжает из Швейцарии в Лондон и устраивается работать гувернанткой. Тем не менее денег, которые она зарабатывает, недостаточно, и она вынуждена согласиться на сомнительное предложение английского аристократа Чарлза — родить ему ребёнка за 500 фунтов стерлингов.
Они проводят в отеле 3 ночи. Элизабет забеременела и даже влюбилась в Чарлза, но согласно договорённости отдала ему новорождённую дочь. Шесть лет спустя она снова нашла свою дочь и её отца и устроилась к ним гувернанткой. Она добилась признания своей избалованной дочери Луизы, и вскоре Чарлз (избавившийся от своей законной жены, полностью парализованной после падения с лошади), Элизабет и их дочь уезжают из поместья, проданного за долги.

## В ролях
- Софи Марсо — Элизабет
- Стивен Диллэйн — Чарльз Гудвин
- Доминик Белькур — Луиза
- Кевин Андерсон — Джон Тейлор
- Лиа Вильямс — Констанс
- Джон Экланд — лорд Клер

## Съёмочная группа
- Режиссёр — Уильям Николсон
- Сценарий — Уильям Николсон.
- Продюсеры Сюзан Картсонис, Брайан Истмен, Кармен Финестра, Рик Лид, Девид МакФедзин, Тед Морли, Мет Уильямс
- Композитор — Кристофер Ганнинг
- Оператор — Ник Моррис
- Монтаж — Крис Уимбл